# Trofej "Larry O'Brien"
Trofej "Larry O'Brien" je trofej National Basketball Associationa (NBA) koji se uručuje pobjedničkoj momčadi NBA finala. Ovaj nagrada i trofej osnovani su 1977. te je ovaj trofej nosio ime po Walteru A. Brownu. Međutim 1984. godine trofej je rekonstruiran i preimenovan u čast bivšeg povjerenika NBA lige te on danas glasi Trofej "Larry O'Brien", a prva momčad koja je osvojila ovaj novi trofej su Boston Celticsi koji su u NBA finalu 1984. svladali Los Angeles Lakerse. 

## Opis
Trofej je težine oko 6,5 kg i visine oko 60cm, a napravljen je od sterling srebra i vermeila s presvlakom od 24 karatnog zlata. Napravljen je tako da podsjeća na to kako lopta prolazi kroz obruč. Zlatna lopta je veličine kao regularna lopta koja se koristi u utakmica NBA lige. Trofej vrijedi nešto više od 13 500 dolara, a svake godine ga izrađuje tvrtka Tiffany & Co. Svaka momčad poslije osvajanja ovog trofeja ima ga pravo zadržati u svojoj dvorani, a nakon godinu dana dobije kopiju trofeja. 

## Promocija
Ovaj trofej često je uspoređivan s onim iz NHL lige, ali nikada mu nije ni bio sličan. Kako bi zadržali popularnost ovog trofeja, NBA liga je svake godine organizirala događaje i ceremonijske proslave prvaka. Nakon osvajanja NBA naslova 2004. godine, momčad Detroit Pistonsa organizirala je nošenje trofeja kroz saveznu državu Michigan te je to bilo prvi puta da je neka momčad smislila nešto ovakvo. 2007. godine, legende NBA lige su se skupile u New York Cityu te su, vozivši se s paradom, pokazivali i prezentirali trofej, a u kolovozu iste godine, trofej je promoviran u Hong Kongu kao dio kampanje "NBA Madness Asia Tour".